# Kogure Fumiya
Fumiya Kogure (sinh ngày 28 tháng 6 năm 1989) là một cầu thủ bóng đá người Nhật Bản.

## Sự nghiệp câu lạc bộ
Fumiya Kogure đã từng chơi cho Albirex Niigata, Mito HollyHock, Azul Claro Numazu và Albirex Niigata Singapore.